# Robert Grangeon
Pour les articles homonymes, voir Grangeon.
Pas d'image ? Cliquez ici

a Compétitions nationales et continentales officielles uniquement.

Robert Grangeon, né le 20 février 1935, est un joueur de rugby à XIII , évoluant au poste d'arrière, de centre ou de troisième ligne dans les années 1950 et 1960.
Il a fait toute sa carrière au sein du club d'Avignon, entrecoupée d'une période au Bataillon de Joinville, remportant le titre de la Coupe de France en 1955 et 1956.
Après sa carrière sportive, il reste dans le milieu du rugby à XIII en encadrant les jeunes du club d'Avignon et en prenant des responsabilités au sein de la fédération française de rugby à XIII.

## Biographie
Il dispute et joue avec la sélection française dans les catégories jeunes et juniors. Avec cette dernière, il affronte entre autres l'Angleterre le 4 avril 1953 pour une victoire 13-9 à Leigh aux côtés de Jean Rouqueirol et Georges Fages. En club, il est entraîné en junior par Abel Mayen.
Il est convoqué à plusieurs reprises en équipe de France senior lors de rassemblements et d'entraînements comme lors de la Coupe d'Europe des nations 1954, mais en raison d'une forte concurrence, il ne put jamais avoir sa chance.

## Palmarès
- Collectif : 
  - Vainqueur de la Coupe de France : 1955 et 1956 (Avignon).
  - Finaliste de la Coupe de France : 1958 et 1959 (Avignon).